# قبل، اکنون و بعد
قبل، اکنون و بعد (انگلیسی: Before, Now & Then) یا نانا فیلمی درام به کارگردانی کامیلا اندینی محصول سال ۲۰۲۲ کشور اندونزی است.

## داستان
در جاوه غربی، نانا پس از، از دست دادن خانواده اش در جنگ در دهه ۱۹۴۰، به ازدواج دوم پناه می برد. سپس، او با معشوقه شوهر دومش، اینو، دوست می شود و با هم به دنبال معنای آزادی می گردند...